# Saurauia peduncularis
Saurauia peduncularis är en tvåhjärtbladig växtart som beskrevs av José Jéronimo Triana och Planch. Saurauia peduncularis ingår i släktet Saurauia och familjen Actinidiaceae. Inga underarter finns listade i Catalogue of Life.